# 아메리칸 어소시에이션 (20세기)
아메리칸 어소시에이션(American Association, AA)는 1902년부터 1962년까지, 그리고 1969년부터 1997년까지 미국 중서부와 서남중부에서 주로 운영된 마이너 리그 베이스볼 리그이다. 존속하던 기간의 대부분을 메이저 리그 베이스볼보다 한 단계 낮은 트리플 A 수준의 리그로 분류되었다.
매년 시즌 말미에 리그 우승팀이 결정되었다. 루이빌 커늘스가 15회 우승으로 리그 역사상 가장 많은 우승을 차지했으며, 그 뒤를 인디애나폴리스 인디언스(12회)와 콜럼버스 레드버즈(10회)가 잇고 있다.
종종 아메리칸 어소시에이션의 우승팀이 미국 동부에서 운영되었던 인터내셔널 리그의 우승팀과 맞붙어 트리플 A의 최종적인 우승팀을 가리기도 했다. 이러한 경쟁에는 미국 서해안에 기반한 리그인 퍼시픽 코스트 리그의 우승팀도 가끔씩 참여했다. 이러한 경쟁을 처음에는 리틀 월드 시리즈라고 불렀다가, 이후 주니어 월드 시리즈, 트리플 A 월드 시리즈, 트리플 A 클래식 등으로 변화하였다. 정규 시즌 동안의 인터 리그 경기로는 트리플 A 얼라이언스나 트리플 A 올스타전 등이 있었다.